# Monastère Saint-Serge de Maaloula
Le monastère Saint-Serge-et-Saint-Bacchus (en arabe: Mar Sarkis) est un monastère grec-catholique melkite situé à Maaloula en Syrie, dans les montagnes du nord de Damas.

## Historique
Ce monastère est l'un des plus anciens du Moyen-Orient, puisqu'il a été fondé au tournant du Ve et du VIe siècle.
Il est dédié à saint Serge et à saint Bacchus, officiers romains martyrisés pour leur foi sous le règne de Galère. Le monastère dépend de l'ordre Basilien Salvatorien. Le rite est byzantin et le culte en langue grecque et en langue arabe. 
Durant la révolution syrienne, en 2011, des hommes originaires de la région se soulèvent, prennent les armes mais obtiennent une sorte d’accord de non-agression avec l’armée. Selon le journaliste Wassim Nasr, ils installent leur siège sur les hauteurs du village, dans un hôtel : ils « ont pris le contrôle du monastère Saint-Serge, à côté de l’hôtel al-Safir et ils ne l’ont pas saccagé ». 
Le monastère est attaqué en septembre 2013 pendant la bataille de Maaloula par les brigades islamistes du front al-Nosra, qui a fait quelques morts dans la population de ce village à majorité chrétienne,. Les forces armées loyales à Bachar el-Assad ont endommagé trois lieux sacrés de Maaloula : l’église de Saint-Londius, le monastère de Sainte-Thècle et « celui de Saint-Serge-et-Saint-Bacchus où les rebelles étaient stationnés, et ont dégradé des icônes religieuses », afin de libérer le village.

## Galerie photo

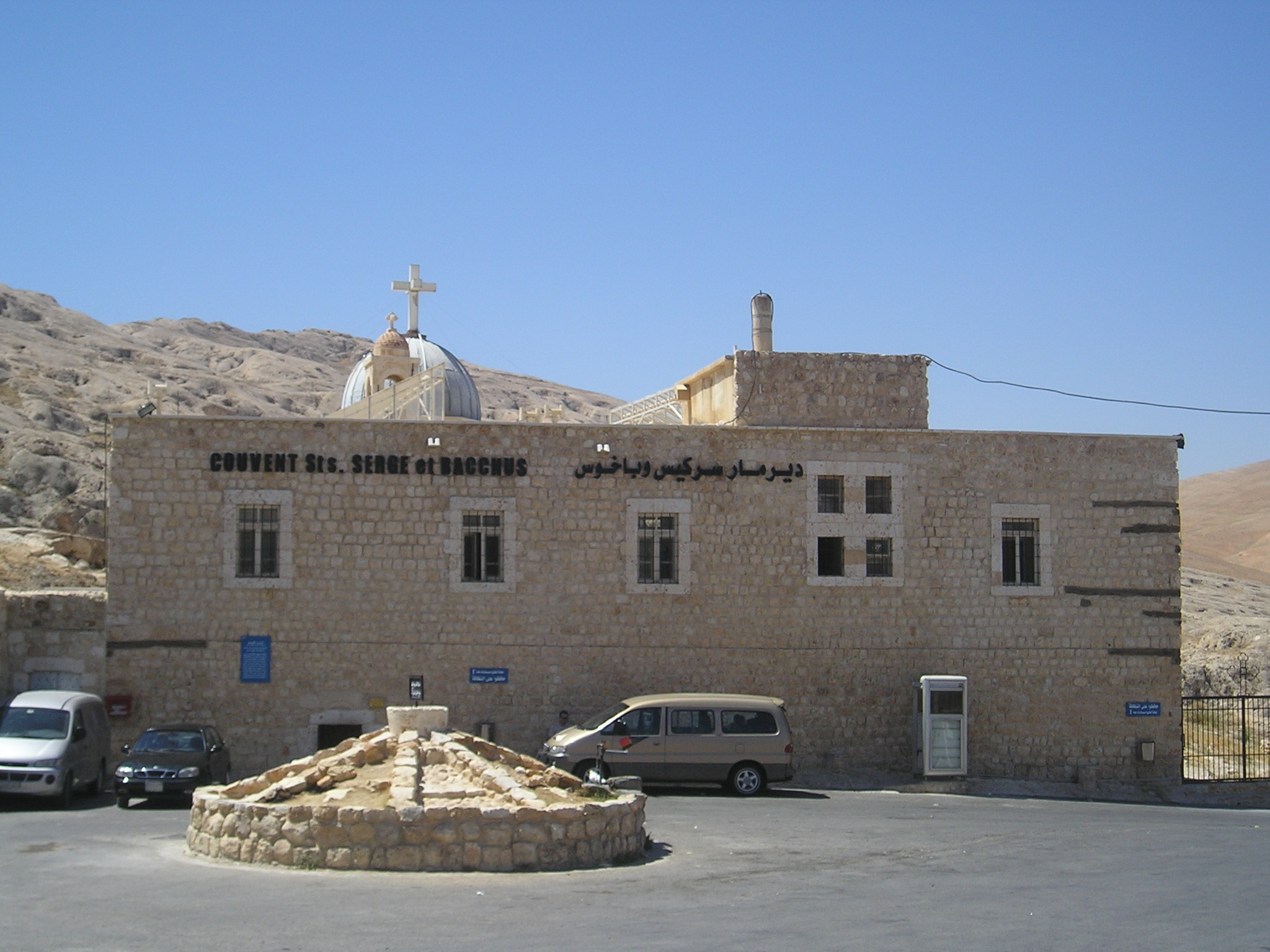
Vue du monastère en 2005